# Secunden-Polka
Secunden-Polka (Polka des secondes) est une polka française de Johann Strauss II (op. 258). L'œuvre est créée le 27 août 1861 à Pavlovsk, en Russie.

## Histoire
La polka est écrite à l'été 1861 lors d'un autre voyage du compositeur en Russie. Elle est  créée sous le titre Ein Sträußchen der Erinnerung (Un bouquet de souvenirs). À Vienne, l'œuvre reçoit son titre actuel, qui n'a rien à voir avec la mesure du temps « seconde ». Il s'agit plutôt d'un terme musical issu de la théorie de l'harmonie, en l'occurrence d'intervalles d'un demi-ton que Strauss utilise dans cette polka. Le dédicataire de la composition est le musicien autrichien Josef Hellmesberger I.
La première représentation de la polka à Vienne a lieu le 17 novembre 1861 dans la salle Sofienbad. Elle est ensuite quelque peu oubliée et est rarement, voire jamais, jouée. Cela s'explique également par le fait que les nombreuses compositions du compositeur se font concurrence au répertoire des concerts.

## Durée
Sa durée d'exécution est d'environ 3 minutes et 30 secondes. Elle peut varier légèrement selon l'interprétation musicale du chef d'orchestre.

## Interprétations notables
La pièce est notamment jouée lors de concerts du nouvel an à Vienne: en 1996, sous la direction de Lorin Maazel, et en 2003, sous la direction de Nikolaus Harnoncourt.